# Quetschen
Quetschen ist ein Gemeindeteil der kreisfreien Stadt Hof (Regierungsbezirk Oberfranken, Bayern). Quetschen liegt in der Gemarkung Wölbattendorf und gehört zum Stadtteil Hohensaas.

## Geografie
Nordwestlich der Einöde beim Schweinskopf (564 m ü. NHN) befindet sich die Fernmelde- und Radarstation Hohe Saas, die zur südöstlich gelegenen Oberfranken-Kaserne gehört. Ein Anliegerweg führt nach Vogelherd (1 km östlich).

## Geschichte
Von 1797 bis 1810 unterstand Quetschen dem Justiz- und Kammeramt Hof. Infolge des Ersten Gemeindeedikts wurde Quetschen dem 1812 gebildeten Steuerdistrikt Köditz und der zugleich entstandenen Ruralgemeinde Wölbattendorf zugewiesen. Am 1. Juli 1972 wurde Quetschen im Zuge der Gebietsreform in Bayern nach Hof eingemeindet.

### Einwohnerentwicklung
| Jahr      | 1861  | 1871  | 1885   | 1900   | 1925   | 1950   | 1961   | 1970   | 1987  |
| Einwohner | 17    | 17    | 6      | 9      | 6      | 9      | 6      | 4      | 4     |
| Häuser    |       |       | 1      | 1      | 1      | 1      | 1      |        | 1     |
| Quelle    | [ 8 ] | [ 9 ] | [ 10 ] | [ 11 ] | [ 12 ] | [ 13 ] | [ 14 ] | [ 15 ] | [ 1 ] |

## Religion
Quetschen ist evangelisch-lutherisch geprägt und bis heute nach St. Michaelis (Hof) gepfarrt.